# Verdaccio

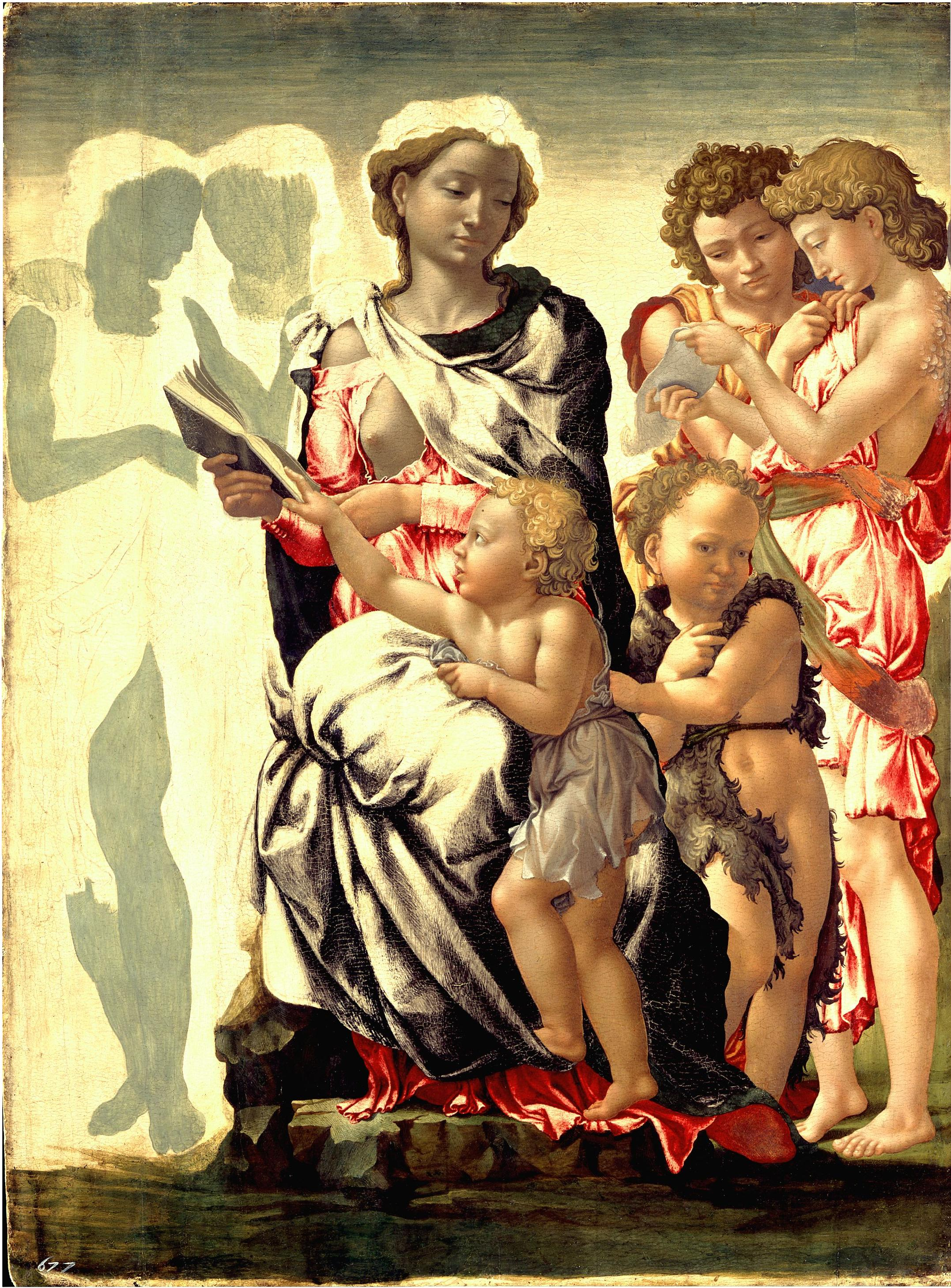
Michelangelo Buonarroti, Manchester Madonna, National Gallery, Londen

Verdaccio is een monochrome groene onderschildering gebruikt in fresco's en paneelschilderingen en als onderlaag op olieverfschilderijen op canvas. Het verdaccio werd voornamelijk gebruikt als onderschildering voor incarnaten. Het was samengesteld uit groene aarde en loodwit met eventueel nog enkele andere pigmenten om de tint te verdonkeren of aan te passen voor het specifiek te schilderen kleurvlak. Op de Manchester Madonna een onafgewerkt paneel toegeschreven aan Michelangelo kan men duidelijk deze verdaccio onderschildering voor de huidpartijen herkennen.

## Geschiedenis
Het verdaccio stamt uit de traditie van de Byzantijnen. Voor het schilderen (en onderschilderen) van de huid werden in de loop der tijden verschillende technieken gebruikt. De Byzantijnen gebruikten de term andreikelon (ἀνδρείκελον of άνδρείχελον) om de kleur van het lichaam te beschrijven. De eerste recepten zijn teruggevonden in de anonieme tekst Mappae clavicula uit de achtste eeuw. Maar ook de monnik Theophilus beschreef recepten voor huidschildering in zijn Schedula diversarum artium (1100-1120) en in het zogenoemde Schilderboek gevonden op de berg Athos (na 1300) werd veel aandacht besteed aan het correct weergeven van de huidtint en wordt de groene onderschildering besproken.
De Byzantijnse schilderpraktijk werd in Italië geïmporteerd door Griekse schilders als Barnaba en Bizzamano, die zich in de twaalfde eeuw in Toscane kwamen vestigen. In Firenze werd deze onderschildering verdaccio genoemd, in Siena hield men het op bazzèo.

Sandro Botticelli, De Geboorte van Venus, ca. 1486, Uffizi. Voorbeeld van tempera over verdaccio einde 15e eeuw.

De techniek van het gebruik van verdaccio als onderschildering voor huidpartijen deed vanaf het trecento zijn intrede in Italië en was er vanaf het quattrocento vrij populair, maar vond ook zeer snel toepassing ten noorden van de Alpen zoals mag blijken uit een Nederlands Traktaat over de verluchting uit de vijftiende eeuw. De huidpartijen werden eerst ingekleurd met de groene ondergrond en dan met roze en okerkleurige verf afgewerkt om de huidtoon te bekomen. Dit procedé werd in Italië toegepast bij het tempera schilderen. Omdat tempera zeer snel droogt en opaak is worden kleurmengingen bekomen door de bovenliggende laag op de ondergrond met fijne lijntjes te arceren, een zeer omstandige werkwijze. Niettemin bleven de Italianen vasthouden aan de tempera techniek tot in het begin van de 16e eeuw en werd schilderen met olieverf voor incarnaten systematisch vermeden.
Naast het verdaccio dat populair is geworden uit de beschrijving van Cennini, ook in het atelier van Giotto, volgens Cennini de kampioen van het verdaccio, andere onderschilderingen gebruikt voor huidtinten.
Het gebruik van de groene onderschildering verspreidde zich zoals gezegd ook buiten Italië. Voorbeelden van het gebruik van de Italiaanse tempera techniek met een onderschildering van verdaccio zijn onder meer het Wilton dyptiek van omstreeks 1390 dat waarschijnlijk buiten Italië werd geschilderd en de zijpanelen die Melchior Broederlam omstreeks het einde van de 14e eeuw schilderde voor het retabel van Jacob de Baerze voor de Chartreuse van Champmol, in opdracht van Filips de Stoute. Ook de tondo van Jan Maelwael, de Grote ronde piëta geschilderd omstreeks 1400 is met grote waarschijnlijkheid met dezelfde techniek geschilderd.
Maar ook buiten Italië is de groene ondergrond allesbehalve exclusief. Bij Rogier van der Weyden en zijn atelier vindt men dikwijls grijze onderschilderingen voor de incarnaten, maar ook bij onder meer Van Dyck, Rembrandt en Verspronck zijn grijze onderschilderingen voor de incarnaten terug te vinden.
|                                                           |  |                                                                             |
| Gebroeders van Eyck, rechterpaneel van Het Lam Gods, 1432 |  | Leonardo da Vinci, Madonna met de anjer, ca. 1475, Alte Pinakothek, München |

Het verdaccio werd overbodig dankzij de ontwikkeling van de olieverf techniek voor incarnaten door Jan van Eyck die zijn huidtinten in olieverf aanbracht op een witte onderschildering. Olieverf werd lang voor Van Eyck gebruikt voor het schilderen van draperingen, luchten, landschappen en andere achtergrond maar niet voor de vleestinten. De panelen van de Champmol van Broerlam bijvoorbeeld, zijn grotendeels in olieverf geschilderd, behalve de incarnaten.
Van Eycks nieuwe ontwikkeling wordt snel populair en nagevolgd. Het werk van Leonardo da Vinci hierbij, is een van de vroegste experimenten met olieverf voor incarnaten in Italië. Aan het werk is te zien dat Da Vinci de techniek nog niet helemaal in de hand had. Hij gebruikte te veel olie in het bijwerken van de schaduwpartijen wat merkbaar is aan de rimpels in de verfhuid. Het gebruik van verdaccio voor de onderschildering van incarnaten, verdween dus eigenlijk samen met het schilderen in tempera eerst in Vlaanderen (15e eeuw) en daarna in Italië (16e eeuw), hoewel het tot in de achttiende eeuw in gebruik bleef.